# Гусаровский сельский совет (Харьковская область)
Гусаровский сельский совет — входит в состав Балаклейского района Харьковской области Украины.
Административный центр сельского совета находится в село Гусаровка .

## История
- 1923 — дата образования.

## Населённые пункты совета
- село Гусаровка
- село Волобуевка